# Mława
Mława este un oraș în Polonia.

## Personalități născute aici
- Czesław Mordowicz (1919 - 2001), evreu supraviețuitor al Lagărului de concentrare Auschwitz.

## Orașe Înfrățite
- Moscufo, Italia
- Năsăud, România
- Saverne, Franța